# Calyptomena
Calyptomena of smaragdbreedbekken is een geslacht van zangvogels uit de familie Calyptomenidae. Deze vogels werden voor het eerst beschreven door Thomas Stamford Raffles. 

## Kenmerken
Ze zijn overwegend groen van kleur.

## Leefwijze
In tegenstelling tot de andere soorten uit de verwante familie van de breedbekken en hapvogels zijn deze vogels meer gespecialiseerd in het eten van fruit.

## Verspreiding en leefgebied
Alle drie soorten komen voor in Zuidoost-Azië. De kleine smaragdbreedbek (Calyptomena viridis) komt voor op het schiereiland Malakka en de eilanden Borneo en Sumatra. De andere twee soorten smaragdbreedbekken zijn endemische soorten op Borneo, waarbij de zwartkeelsmaragdbreedbek (C. whiteheadi) de voorkeur heeft voor regenbossen in heuvelland en gebergte op een hoogte tussen de 600 en 1850 meter boven de zeespiegel.

## Soorten
Het geslacht kent de volgende soorten:
- Calyptomena hosii – Prachtsmaragdbreedbek
- Calyptomena viridis – Kleine smaragdbreedbek
- Calyptomena whiteheadi – Zwartkeelsmaragdbreedbek